# La distancia
Pour plus de détails, voir Fiche technique et Distribution.
La distancia est un film sorti en 2006, réalisé et écrit par Iñaki Dorronsoro.

## Synopsis
Daniel est un boxeur est emprisonné après avoir attaqué un bureau de tabac. Un policier le soumet à un chantage : il ne le laisse sortir qu'en échange du meurtre d'un autre prisonnier.
Une fois sorti de prison, il vient à rencontrer Raquel, la femme de l’homme qu’il a tué. Ils lient une relation qui nous plonge Daniel au cœur d’une affaire où tous sont à la fois acteurs et victimes.

## Fiche technique
- Titre : La distancia
- Réalisation : Iñaki Dorronsoro
- Scénario : Iñaki Dorronsoro
- Photographie : Daniel Aranyó
- Montage : Fernando Pardo
- Musique : Álex Martínez
- Société de production : Ábaco Movies S.L. et Madridsur Producciones
- Pays :  Espagne
- Genre : Thriller
- Durée : 111 minutes
- Dates de sortie : 
  -  Espagne : 29 septembre 2006

## Distribution
- Miguel Ángel Silvestre
- José Coronado
- Federico Luppi
- Belén López
- Lluís Homar